# S.A.G. Swenson
Sven Anders Gunnar Svensson född 14 februari 1888 i Södertälje, död 26 februari 1972 i Stockholm, Oscars församling, var en svensk filmdirektör.
Han genomgick högre allmänt läroverk och därefter handelsskola i Stockholm, London och New York. Han vistades 4 år i England och 11 år i USA. I London inträdde han i filmbranschen 1914. Han var verksam som filmagent i New York 1919–1922, vid First National Pictures i New York 1923, direktör för Warner Bros.-First National Films svenska filial 1923–1935 och var verkställande direktör för AB Wivefilm i Stockholm sedan 1935. Som direktör denna firma gjorde han sig bemärkt som framgångsrik distributör av bland annat fransk film.